# 滨海监狱
滨海监狱（西班牙語： Penitenciaría del Litoral）正式名称为瓜亚基尔第一男子社会康复中心（西班牙語： Centro de Rehabilitación Social de Varones N. 1 de Guayaquil） ，是厄瓜多尔最大的监狱。 它位于瓜亞基爾郊區。 截至2021年7月，該监狱已關押约10000名囚犯。 

## 历史
1954年，厄瓜多尔总统何塞·马里亚·贝拉斯科·伊瓦拉决定建设监狱。 
滨海监狱于1958年落成，當時計劃該監獄可以關押1,500名囚犯。滨海监狱建成时一度被认为是拉丁美洲最现代化的监狱。 